# Eine Frau für gewisse Stunden
Eine Frau für gewisse Stunden ist ein 1984 entstandenes, deutsches Liebesmelodram mit Christiane Krüger in der Titelrolle.

## Handlung
Liza Hofer ist nicht mehr ganz jung, aber noch immer sehr attraktiv, ist schlank und besitzt lange, blonde Haare. Mit ihrer makellosen Erscheinung zieht sie die Männerblicke magisch auf sich. Seit einem halben Jahr arbeitet sie für den Nachtclubbesitzer Willi Ackermann. Der betreibt ein Edelbordell für zahlungskräftige Kunden. Liza ekelt der Job ziemlich an, sie würde nur zu gern aussteigen. Ackermann hört dies gar nicht gern, ist Liza doch sein „bestes Pferd im Stall“. Ackermann ist ein sehr brutaler Chef, der auch mal die Fäuste fliegen lässt, wenn eine der Damen nicht spurt. Um Spielschulden zu begleichen, zwingt er seine Huren oft zu Überstunden. Als sich eines Tages eine der Prostituierten gegen die Mehrarbeit weigert, schlägt er sie im Affekt tot. Er zwingt die anderen Mädchen dazu, vor der Polizei falsche Angaben zu machen und zu bezeugen, ihre Kollegin sei die Treppe hinuntergestürzt. Die Polizeikommissare Suttner und Schmal untersuchen den Fall, können aber die Mauer des Schweigens und der Falschaussagen nicht durchbrechen, zu sehr haben die Prostituierten Angst von ihrem Zuhälter Ackermann.
Eines Tages führt Liza den Hund der getöteten Kollegin aus und lernt im Stadtpark den im Rollstuhl sitzenden, querschnittsgelähmten Mathematikstudenten Hinrich kennen. Der sympathische und zurückhaltende junge Mann ist vollkommen anders als die Freier, denen sie alltäglich begegnet. Rasch entwickelt sich zwischen den beiden ein inniges Verhältnis, aus dem schließlich Liebe wird. Hinrichs Zuneigung bestärkt in Liza den Wunsch, ihr bisheriges Leben trotz Ackermanns ständigen Drohungen hinter sich zu lassen und endlich aus dem Gewerbe auszusteigen. Da Liza befürchtet, dass sich Hinrich von ihr abwenden könnte, verschweigt sie ihm, dass sie bislang als Prostituierte arbeitete. Hinrich ahnt, dass hinter Lizas Ausflüchten und Heimlichtuerei mehr stecken muss, und so kommt er bald hinter ihr Geheimnis. Obwohl schockiert, möchte er Liza nicht aufgeben. In Lizas Wohnung, wo er mit ihr ein klärendes Gespräch führen will, begegnet er Ackermann. Es kommt zum Showdown, den Ackermann nicht überlebt.

## Produktionsnotizen
Eine Frau für gewisse Stunden entstand im Herbst 1984 in Köln und Umgebung und wurde am 1. März 1985 uraufgeführt. Die Fernsehpremiere war am 16. April 1986 auf Sat.1

## Kritik
Im Filmdienst heißt es knapp: „Was als drittklassige Räuberpistole im Kölner Halbweltmilieu beginnt, entwickelt sich rasch zu einer klischeehaft-verlogenen Liebesgeschichte, die Spannung oder Anteilnahme im Keim erstickt.“